# Ingrid Gorr
Ingrid Gorr (* 1952 in Achern) ist eine deutsche Autorin, Fotografin und Lyrikerin.

## Leben
Gorr erlernte zunächst ein Handwerk und bildete sich im kaufmännischen Bereich fort und war danach viele Jahre in verschiedenen Bereichen tätig. Ingrid Gorr lebt und arbeitet seit 1973 in Berlin-Wilmersdorf, ab 2017 Umzug nach Berlin-Biesdorf. Sie hat zwei erwachsene Kinder. Neben Beruf und Familie entstanden Gedichte und Erzählungen. Publikationen gibt es ab 1999.
Ab 1990 besuchte sie Literaturseminare und Workshops. Sie war an der Organisation von Einzel- und Gruppenlesungen des Autorinnenforum Berlin-Rheinsberg beteiligt.
Ingrid Gorr ist Mitglied bei den Alphabettinen, in der Gesellschaft für zeitgenössische Lyrik, in der Gesellschaft der Staudenfreunde e.V. (seit 2019) und gehörte bis 2017 zum Vorstand des Vereins der Freunde des Botanischen Gartens und des Botanischen Museums in Berlin-Dahlem.

## Veröffentlichungen
- Mitlesebuch Nr. 42, Gedichte, Aphaia Verlag, Berlin 1999
- Hellgrüner Nachmittag. Gedichte und Zeichnungen, Aphaia Verlag, Berlin 2005
- Marie Luise Kaschnitz, in: Maike Stein (Hrsg.): Dünn ist die Decke der Zivilisation. Begegnungen zwischen Schriftstellerinnen, Ulrike Helmer Verlag, 2007
- In außerdem, Federwelt, Dreischneuß, Poesiealbum neu, Gedichte und Kurzgeschichten, 2006, 2007, 2008, 2009, 2011 (Literaturzeitschriften)
- Hauptstadtgarten. Von Schlangenbart bis Schneckentod. Praktisches für entspanntes Gärtnern im urbanen Raum, Hendrik Bäßler Verlag, Berlin 2013
- heimlich, rückwärts, huckepack, Texte und Gedichte Ingrid Gorr, Gitarren Miniaturen Viktor Hoffmann, Collagen Andreas Rössiger, Aphaia Verlag 2014
- Mitlesebuch Nr. 116, Gedichte, Bernd Finkenwirth, Zeichnungen, Aphaia Verlag 2014
- Pflegeleichter Garten, Viel Garten in wenig Zeit. Franckh-Kosmos-Verlag, Stuttgart, 2015
- Poesiealbum neu, 1/2020, Heimat & Heimatverlust, Gedichte, Anthologie, Edition Kunst u. Dichtung, Leipzig
- Kosmos Gartenjahr, 2021 Arbeitskalender/Jahrbuch, Artikel Thema des Monats März, Franckh-Kosmos Verlag Stuttgart

## Fotoausstellungen
- 2004 Alpha-Nova Galerie und Kulturwerkstatt in Berlin
- 2008 der zweite Blick, Einzelausstellung in Berlin-Wilmersdorf
- 2010 präzise Unschärfe, Einzelausstellung in Berlin-Buckow
- 2011 in der Nähe verborgen, Einzelausstellung im Kunstspeicher Friedersdorf, Seelow
- 2012 erst licht, dann grün, dann ich, Einzelausstellung im Bautechnischen Institut in Berlin-Schöneberg[2]
- 2018 Grün hinter Grün, Einzelausstellung  von abstrakter Fotografie und Makro-Fotografie in der Künstler-Remise  frank donati photografie, in Berlin Kreuzberg
- 2019 Kunst:Offen, Tag der offenen Ateliers Werkstätten und Galerien in Marzahn-Hellersdorf – Präsentation von Fotos und Publikationen in Haus und Garten
- 2020  Copycat Gruppenausstellung Projektraum Galerie der NKI, neue Kunstinitiative Marzahn-Hellersdorf
- 2020 Kunst:Offen, Tag der offenen Ateliers Werkstätten und Galerien in Marzahn-Hellersdorf – Präsentation von Fotos und Publikationen in Haus und Garten
- 2020 Bewegt und präzise, Einzelausstellung Abstrakte- und Makro-Fotografie im Rathaus Ahrensfelde, in Ahrensfelde